# イライ・エリアス・レヘト
イライ・エリアス・レヘト（フィンランド語: Ilai Elias Lehto、1988年10月12日）は、フィンランドの彫刻家、詩人、テキスタイルアーティスト。
イライ・エリアス・レヘトは、2016年にタンペレ応用科学大学（TAMK: Tampere University of Applied Sciences）学士号（Bachelor of Arts (B.A.) ）を卒業した。2018年にアールト大学の アート・デザイン・建築学部（School of Arts, Design and Architecture; 通称ARTS）のViCCA（Visual Cultures and Contemporary Art）で芸術修士号（Master of Arts (M.A.) ）を卒業した。また2021年にヘルシンキ芸術大学（University of the Arts Helsinki; Academy of Fine Arts, Helsinki）で彫刻の学部の美術修士号（Master of Fine Arts (M.F.A.) ）を卒業した。